# Maximilian von Versen
Maximilian Felix Christoph Wilhelm Leopold Reinhold Albert Fürchtegott von Versen (né le 30 novembre 1833 à Wurchow (de), arrondissement de Neustettin et mort le 7 octobre 1893 à Berlin) est un général de cavalerie prussien et général commandant du 3e corps d'armée.

## Biographie

### Origine
Maximilien est le fils du major prussien Léopold von Versen (1792-1868) et de sa première épouse Hulda, née von Glasenapp (1810-1843). Son père est chevalier légal de l'Ordre de Saint-Jean, seigneur de Klausdorf dans l'arrondissement de Deutsch Krone, Katz dans l'arrondissement de Neustadt-en-Prusse-Occidentale (de) et Mittel Gerlachsheim dans l'arrondissement de Lauban. Le lieutenant-général prussien Egmont von Versen (1849-1918) est son demi-frère issu du deuxième mariage de son père avec Friederike, née von Toll (1827-1897).

### Carrière militaire
Versen étudie au lycée Frédéric-Guillaume et la maison des cadets à Berlin. Il rejoint ensuite la 1er régiment d'uhlans de la Garde de l'armée prussienne comme enseigne Portepee le 24 juin 1851 et est promu sous-lieutenant à la mi-janvier 1853. De septembre 1855 à la mi-juin 1858, il agit comme adjudant régimentaire et est ensuite nommé adjudant de la 2e brigade de cavalerie de la Garde (de) et est promu premier lieutenant le 30 juin 1859. Le 15 janvier 1863, Versen reprend le service militaire avec son régiment régulier, avec lequel il participe l'année suivante à la bataille près de Nübel lors de la guerre contre le Danemark. Après la guerre, il est promu capitaine et commandant d'escadron fin juin 1864. Le 17 mars 1866, il est affecté à l'état-major et le 16 mai 1866, il est affecté à l'état-major de l'armée en tant que capitaine tout en restant à l'état-major. Lors de la mobilisation à l'occasion de la guerre contre l'Autriche, Versen est nommé le 17 mai 1866 à l'état-major de la division de cavalerie de la 2e armée commandée par le général de division von Hartmann (de). Il lui confie à plusieurs reprises des missions d'exploration, dans lesquelles Versen fait particulièrement ses preuves grâce à sa propre initiative près de Tobitschau et de Sadowa. Il reçoit ensuite l'Ordre Pour le Mérite après l'accord de paix.
Le 1er septembre 1866, Versen est d'abord réaffecté au Grand État-Major et trois jours plus tard à l'État-Major de la 4e division d'infanterie. Laissé à l'état-major de la 5e division d'infanterie, il est affecté à l'état-major de l'armée le 10 octobre 1866. À sa propre demande, il prend sa retraite comme major le 14 février 1867, sous réserve d'un éventuel retour au service prussien, afin d'acquérir de nouvelles expériences de guerre hors d'Europe. Il se rend en Amérique du Sud et souhaite participer à la guerre contre le Brésil (Guerre de la Triple-Alliance) aux côtés du Paraguay. Lorsque le président Lopez est arrivé à son quartier général, il accuse Verses d'espionnage et l'emprisonne pendant près de 18 mois. Il réussit à s'échapper en Argentine, avec les troupes de laquelle il combat au siège de Humaita (es) et à la bataille de Lomas Valentinas
Versen retourne ensuite en Prusse et est réembauché comme major dans l'armée le 19 août 1869 avec un brevet daté du 18 juin 1869. Il est d'abord affecté à l'état-major avant d'être affecté le 21 octobre 1869. Le 30 décembre 1869, il est transféré à l'état-major du 5e corps d'armée. En avril 1870, Versen est envoyé en Espagne pour explorer une éventuelle succession au trône du prince Léopold de Hohenzollern. Lors de la mobilisation pour la guerre contre la France, Versen est nommé le 18 juillet 1870 à l'état-major de la 4e division de cavalerie sous les ordres du prince Albert de Prusse. À ce poste, il participe d'abord aux batailles de Wissembourg et de Frœschwiller-Wœrth. À Sedan, il est grièvement blessé au pied par des éclats d'obus et doit retourner en Prusse pour se rétablir. Fin novembre 1870, il rejoint sa division et participe aux batailles d'Orléans et de Cravant ainsi qu'aux batailles de Stonne, Cravanche, Illiers et Yèvres. Fin décembre 1870, il tombe gravement malade de la variole et ne peut plus participer au reste de la guerre. En plus des deux classes de la croix de fer, Versen reçoit la Croix du mérite militaire de Mecklembourg de 2e classe. Après la paix préliminaire de Versailles et sa convalescence, qu'il passe dans le domaine de son frère près de Darmstadt, Versen est transféré le 4 avril 1871 au 12e régiment de hussards en tant qu'officier d'état-major régulier. À cette époque, l'unité est toujours avec l'armée d'occupation en France, puis se déplacée vers la garnison de Mersebourg. Du 14 avril au 19 mai 1872, il est au rassemblement des chevaux dans le 4e corps d'armée. Le 28 mai 1874, il est nommé commandant du 12e régiment de hussards et à ce titre il est promu colonel fin mars 1877.
En novembre 1878, Versen participe aux chasses du grand-duc Charles-Alexandre de Saxe-Weimar-Eisenach et rencontre le prince Guillaume de Prusse, futur empereur allemand. Avec le grand-duc comme protecteur, Versen devient en 1871 président de l'Association d'équitation et d'élevage saxonne-thuringienne pendant douze ans, que le major Egmont von Rauch, son prédécesseur en tant qu'officier d'état-major régulier à Mersebourg, a fondée en 1867. La suggestion de Versen, passionné de courses, conduit à la création en 1879 de l'Association des clubs équestres et d'élevage de chevaux allemands, présidée par le frère de Rauch, le général Alfred Bonaventura von Rauch. À l'automne 1880, Versen tombe si gravement lors d'une course près d'Eisenberg qu'il finit par se coucher sous le cheval et est grièvement blessé. Son cheval s'est cassé le dos et a dû être abattu. Au printemps de l'année suivante, il fut rétabli et on lui confia le 21 novembre 1881, en position à la suite de son régiment, d'abord le commandement de la 14e brigade de cavalerie (de) à Düsseldorf. Le 12 décembre 1882, il est nommé commandant de cette brigade et promu au grade de Generalmajor le 3 août 1883. En cette même qualité, Versen dirige la 2e brigade de cavalerie de la Garde à partir du 13 mars 1884, est promu au rang de lieutenant-général le 27 janvier 1888 et est transféré à Erfurt le 17 avril 1888 en tant que commandant de la 8e division d'infanterie. Tout en le maintenant à ce poste, l'empereur Guillaume II le nomme son adjudant-général le 19 juin 1888.
Le 2 août 1888, Versen participe aux exercices d'automne du corps de Garde et du 3e corps d'armée en tant que chef de l'ennemi marqué. Il est ensuite nommé le 22 mars 1889 commandant de la division de cavalerie du 15e corps d'armée à Metz. Le 8 juin 1889, il reçoit la Grand-Croix de l'ordre de la Couronne d'Italie et le 23 août 1889 l'ordre de la Couronne de 1re classe et le 30 septembre 1889 l'ordre de la Maison de Lippe, 1re classe. Fin octobre, Versen participe aux cérémonies funéraires du défunt roi Louis à Lisbonne en tant que représentant de l'empereur. Là, il rencontre également le général français et plus tard ministre de la Guerre Gaston de Galliffet. Après son retour, il est nommé commandant de la division de cavalerie de la garde le 23 décembre 1889. Cela est suivi le 24 mars 1890 par sa nomination au poste de général commandant du 3e corps d'armée à Berlin. Parallèlement, Versen est également membre permanent de la Commission de défense de l'État depuis la mi-avril 1890. Il reçoit la Grand-Croix de l'ordre bavarois du Mérite militaire le 17 septembre 1890, la Grand-Croix de l'ordre d'Albert le 23 septembre 1890 et l'ordre de l'Aigle rouge de 1re classe avec feuilles de chêne le 1er janvier 1892. Le 27 janvier 1892, il est promu général de cavalerie. Au printemps 1893, il commence à montrer des signes d'une maladie du foie, que les médecins attribuent à la grave chute qu'il a subie près d'Eisenberg en 1880. Malgré des guérisons à Carlsbad et à Sylt, il meurt le 7 octobre 1893 à Berlin et est transféré à Crampe dans l'arrondissement de Bublitz (de) pour y être enterré le 10 octobre 1893.

### Famille
Versen se marie avec l'américaine Alice Clemens (1850-1912) à Mersebourg le 18 mars 1872. Le couple a plusieurs enfants :
- Hulda (1871-1945) mariée le 26 septembre 1893 avec Georg von Arnim-Suckow (né en 1870), fidéicommissaire de Suckow, lieutenant prussien
- Friedrich (né en 1873), seigneur de Burzlaff, premier lieutenant prussien
- Maximilien (né en 1877), lieutenant prussien
- William (né en 1878), conseiller à la cour d'appel prussienne et lieutenant de réserve
- Élisabeth (née en 1889)